# Kasachische Davis-Cup-Mannschaft
Die kasachische Davis-Cup-Mannschaft ist die Tennisnationalmannschaft Kasachstans. Der Davis Cup ist der wichtigste Wettbewerb für Nationalmannschaften im Herren-Tennis, analog zum Fed Cup bei den Damen.

## Geschichte
Seit 1995 nimmt Kasachstan am Davis Cup teil, wobei einige Spieler bereits zuvor für das Team der damaligen Sowjetunion gespielt haben. Das beste Ergebnis erzielte Kasachstan im Jahr 2011 bei seiner zweiten Teilnahme in der Weltgruppe. Nach einem 3:2 gegen Tschechien zog die Mannschaft ins Viertelfinale ein, unterlag dort aber anschließend Argentinien mit 0:5. Dieses Ergebnis konnte Kasachstan 2013, 2014 und 2015 wiederholen.
Erfolgreichster Spieler ist Alexei Kedrjuk, der innerhalb von 15 Jahren insgesamt 66 Partien gewinnen konnte.
Eine Besonderheit der Mannschaft stellt die Herkunft der meisten Spieler dar: Aufgrund der schlechten Perspektive in der russischen Davis-Cup-Mannschaft haben sich bereits mehrere Spieler entschlossen, die kasachische Staatsbürgerschaft anzunehmen, um künftig im Davis Cup starten zu können. Im Sommer 2008 ließen sich zum Beispiel Andrei Golubew, Michail Kukuschkin und Juri Schtschukin gleichzeitig einbürgern. Auch Jewgeni Koroljow startete seine Profikarriere zunächst unter der russischen Flagge. Aufgrund der plötzlichen qualitativen Verbesserung gelang es der Mannschaft auch prompt, bis in die Weltgruppe vorzustoßen.